# Ken Coar
Ken Coar (1960) è un programmatore statunitense, riconosciuto principalmente per la sua partecipazione nella creazione della Apache Software Foundation e per dato vita alle conferenze ApacheCon.
È stato coautore con David R. Robinson dell'RFC 3875, che descrive le specifiche della Common Gateway Interface (CGI).
Vive a Raleigh nella Carolina del Nord.